# うわじま (掃海艇)
うわじま（ローマ字：JS Uwajima, MSC-672）は、海上自衛隊の掃海艇。うわじま型掃海艇の1番艇。艇名は宇和島に由来する。

## 艦歴
「うわじま」は、昭和63年度計画掃海艇372号艇として、日本鋼管鶴見造船所で1989年5月18日に起工され、1990年5月23日に進水、1990年12月19日に就役し、同日付で第2掃海隊群隷下に新編された第21掃海隊に「いえしま」とともに編入され、横須賀に配備された。
1997年3月19日、隊番号の改正により第21掃海隊が第4掃海隊に改称。
2000年3月13日、大湊地方隊函館基地隊第45掃海隊に編成替え。
2005年8月4日、ロシア、ペトロパヴロフスク･カムチャツキー沖で浮上できなくなったロシア深海救難艇AS28の救助に潜水艦救難母艦、「ちよだ」掃海母艦「うらが」､掃海艇「ゆげしま」とともに派遣される。空輸されたイギリス無人潜航艇が救出に成功したため同月7日に帰投する。海上自衛隊として初の国際救難任務である。
2009年6月20日から6月29日、硫黄島周辺海域で平成21年度実機雷処分訓練に参加。
2010年6月24日、除籍。